# Drinklange
Drinklange är en ort i Luxemburg.   Den ligger i distriktet Diekirch, i den norra delen av landet, 60 kilometer norr om huvudstaden Luxemburg. Drinklange ligger 498 meter över havet och antalet invånare är 124.
Terrängen runt Drinklange är huvudsakligen platt, men åt sydost är den kuperad.  Närmaste större samhälle är Wiltz, 19,3 kilometer söder om Drinklange. 
I omgivningarna runt Drinklange växer i huvudsak blandskog. Runt Drinklange är det ganska glesbefolkat, med 42 invånare per kvadratkilometer.